# Peter Pagliaruzzi
Peter Pagliaruzzi, vitez s Kieselsteina, slovenski plemič.
Peter je bil lastnik Cekinovega gradu, ki ga je prodal Kozlerjevim.